# III. Péter portugál király
III. Péter (Pedro Clemente Francisco José António de Bragança) (Lisszabon, 1717. július 5. – Ajuda, 1786. május 25.) felesége révén Portugália királya.

## Élete
V. János portugál király és Habsburg Mária Anna főhercegnő negyedik gyermeke. Portugália trónjára azonban csak feleségének, egyben unokahúgának, I. Mária portugál királynőnek révén juthatott .
Testvérbátyjának, I. József trónra lépésekor ő maga is megkapta és haláláig viselte a királyi címet. Ténylegesen azonban keveset avatkozott az ország dolgaiba, igazából felesége uralkodott.

## Családja
1760-ban feleségül vette tulajdon unokahúgát, I. Máriát, aki hat gyermeke szült:
- József (1761-1788)
- János (1763)
- János (1767-1826), aki 1816-tól VI. János néven Portugália királya lett.
- Mária Anna (1768-1788)
- Mária Klementína (1774-1776)
- Mária Izabella (1776-1777)

| Előző uralkodó: I. Újító József | Portugália királya 1777–1786 Bragança-ház | Következő uralkodó: I. Siránkozó Mária |